# O grămadă de caramele
O grămadă de caramele este o telenovelă creată de Ruxandra Ion pentru Happy Channel și Intact Media Group. Serialul, ce a continuat povestea din Când mama nu-i acasă a avut premiera la postul de televiziune Antena 1 pe 17 septembrie 2017, urmând ca din 18 septembrie să fie difuzat exclusiv pe Happy Channel.
Din distribuția O grămadă de caramele fac parte Cristina Ciobănașu, Vlad Gherman, Carmen Tănase, Marian Râlea și Virginia Rogin.

## Sinopsis
„O grămadă de caramele” continuă povestea serialului «Când mama nu-i acasă». Miruna Șerban și Victor Morante pornesc într-o nouă aventură și chiar într-o nouă viață sub deviza Mirunei fiind: „Vreau o viață nouă și de restu’ caramele”. Protagoniștii sunt puși în fața unui nou început: unii își schimbă viața, alții își schimbă casa, dar toți vor să fie fericiți și îndrăgostiți.

## Distribuția
- Cristina Ciobănașu - Miruna Șerban
- Vlad Gherman - Victor Morante
- Carmen Tănase - Buni
- Marian Râlea - Tănase Găleată
- Virginia Rogin - Zorica
- Alina Chivulescu - Nora Șerban
- Ioana Ginghină - Geanina Găleată
- Dana Dembinski Medeleanu - Carla Morante
- Ion Ion  - Geani Morante
- Andrei Aradits - Georgel
- Andreea Ibacka - Paula Iepuraș
- Andreas Petrescu - Emil Șerban
- Doinița Oancea - Pamela
- Augustin Viziru - Doruleț
- Silviu Mircescu - Mirciulică
- Rapha Tudor - Radu Tudor
- Bubu Cernea - Micky Goga
- Tatiana Șelaru - Ema
- Victor Țăpeanu - Leo Iepuraș
- Elisa Ciocan - Eva
- Luca Marinescu - Damian
- Dinu Eduard - Goe
- Andrei Neagoe  - Cezar
- Tiberiu Herdea - Luca
- Ada Dumitru - Lora
- Elena Șeulean - Mona
- Tudor Roșu - Victoraș

### Cu participarea
- Mihai Călin - Vlad
- Rodica Negrea - Olimpia
- Mihai Marinescu  - Porumbelu'
- Gheorghe Dănilă - Gelu
- Dana Dogaru - Tuța
- Eugenia Bosânceanu - Baba Săftița
- Ion Dichiseanu - Orlando

## Producție
În aprilie 2017, după difuzarea ultimului episod din primul sezon din „Când mama nu-i acasă”, Happy Channel a anunțat că în grila de toamnă a postului va exista o continuare a serialului, cu episoade de o oră comercială fiecare.
Pe 25 iulie 2017, Vlad Gherman a anunțat că au început repetițiile pentru noul serial.Pe 1 august 2017, Antena 1 a anunțat că noul serial se va numi „O grămadă de caramele” și va fi difuzat pe Happy Channel începând din toamnă.
„O grămadă de caramele” este produs de Ruxandra Ion, după un scenariu scris de Simona Macovei și este compus din trei miniserii (sezoane), a câte 8 episoade fiecare.

## Episoade

### Sezonul 1 - Blestemul (2017)
| Nr. în serial | Nr. în sezon | Titlu        | Regizat de                 | Scris de       | Data difuzării     |
| ------------- | ------------ | ------------ | -------------------------- | -------------- | ------------------ |
| 1             | 1            | „Episodul 1” | Radu Grigore, Ruxandra Ion | Simona Macovei | 17 septembrie 2017 |
| 2             | 2            | „Episodul 2” | Radu Grigore, Ruxandra Ion | Simona Macovei | 18 septembrie 2017 |
| 3             | 3            | „Episodul 3” | Radu Grigore, Ruxandra Ion | Simona Macovei | 19 septembrie 2017 |
| 4             | 4            | „Episodul 4” | Radu Grigore, Ruxandra Ion | Simona Macovei | 25 septembrie 2017 |
| 5             | 5            | „Episodul 5” | Radu Grigore, Ruxandra Ion | Simona Macovei | 26 septembrie 2017 |
| 6             | 6            | „Episodul 6” | Radu Grigore, Ruxandra Ion | Simona Macovei | 2 octombrie 2017   |
| 7             | 7            | „Episodul 7” | Radu Grigore, Ruxandra Ion | Simona Macovei | 3 octombrie 2017   |
| 8             | 8            | „Episodul 8” | Radu Grigore, Ruxandra Ion | Simona Macovei | 9 octombrie 2017   |

### Sezonul 2 - Păcatul (2017)
| Nr. în serial | Nr. în sezon | Titlu        | Regizat de                 | Scris de       | Data difuzării    |
| ------------- | ------------ | ------------ | -------------------------- | -------------- | ----------------- |
| 9             | 1            | „Episodul 1” | Radu Grigore, Ruxandra Ion | Simona Macovei | 16 octombrie 2017 |
| 10            | 2            | „Episodul 2” | Radu Grigore, Ruxandra Ion | Simona Macovei | 17 octombrie 2017 |
| 11            | 3            | „Episodul 3” | Radu Grigore, Ruxandra Ion | Simona Macovei | 23 octombrie 2017 |
| 12            | 4            | „Episodul 4” | Radu Grigore, Ruxandra Ion | Simona Macovei | 24 octombrie 2017 |
| 13            | 5            | „Episodul 5” | Radu Grigore, Ruxandra Ion | Simona Macovei | 30 octombrie 2017 |
| 14            | 6            | „Episodul 6” | Radu Grigore, Ruxandra Ion | Simona Macovei | 31 octombrie 2017 |
| 15            | 7            | „Episodul 7” | Radu Grigore, Ruxandra Ion | Simona Macovei | 6 noiembrie 2017  |
| 16            | 8            | „Episodul 8” | Radu Grigore, Ruxandra Ion | Simona Macovei | 7 noiembrie 2017  |

### Sezonul 3 - Iertarea (2019)
| Nr. în serial | Nr. în sezon | Titlu        | Regizat de                 | Scris de       | Data difuzării     |
| ------------- | ------------ | ------------ | -------------------------- | -------------- | ------------------ |
| 17            | 1            | „Episodul 1” | Radu Grigore, Ruxandra Ion | Simona Macovei | 8 septembrie 2019  |
| 18            | 2            | „Episodul 2” | Radu Grigore, Ruxandra Ion | Simona Macovei | 8 septembrie 2019  |
| 19            | 3            | „Episodul 3” | Radu Grigore, Ruxandra Ion | Simona Macovei | 15 septembrie 2019 |
| 20            | 4            | „Episodul 4” | Radu Grigore, Ruxandra Ion | Simona Macovei | 15 septembrie 2019 |
| 21            | 5            | „Episodul 5” | Radu Grigore, Ruxandra Ion | Simona Macovei | 22 septembrie 2019 |
| 22            | 6            | „Episodul 6” | Radu Grigore, Ruxandra Ion | Simona Macovei | 22 septembrie 2019 |
| 23            | 7            | „Episodul 7” | Radu Grigore, Ruxandra Ion | Simona Macovei | 29 septembrie 2019 |
| 24            | 8            | „Episodul 8” | Radu Grigore, Ruxandra Ion | Simona Macovei | 29 septembrie 2019 |